# Маали
Маали́ — село в Гергебильском районе Республики Дагестан. Образует сельское поселение село Маали как единственный населённый пункт в его составе.

## Географическое положение
Село Маали расположено в 12 км к юго-западу от села Гергебиль, в долине реки Харало.

## Население
| 1888  | 1895  | 1926  | 1939  | 1970  | 1989  | 2002  |
| ----- | ----- | ----- | ----- | ----- | ----- | ----- |
| 963   | ↗1000 | ↘948  | ↗1125 | ↗1328 | ↗1492 | ↗2296 |
| 2010  | 2012  | 2013  | 2014  | 2015  | 2016  | 2017  |
| ↗2923 | ↗2950 | ↗2993 | ↗3041 | ↗3107 | ↗3182 | ↗3249 |
| 2018  | 2019  | 2020  | 2021  | 2023  | 2024  | 2025  |
| ↗3288 | ↗3331 | ↗3370 | ↗3454 | ↗3507 | ↗3520 | ↗3555 |

## История
Официально считается, что село Маали образовалось в 1585 году.
Считается, что до маалинцев на территории нынешнего села Маали жили грузины. По одним сведениям, замученные княжескими междоусобицами, грузинские крестьяне в X—XI вв. перебрались сюда в поисках лучшей жизни. По другим — грузинская царица Тамара насильно переселяла сюда своих подданных. До наших дней сохранилось название одного из окрестностей села, которое было получено во времена царицы Тамары, «Тамайил бакӏ» («земля Тамары»).
В конце XIV века грузины покинули эти места и перебрались на свою историческую родину. Существуют две версии причины ухода грузин. Первая версия связана с тяжёлыми условиями быта, в том числе отсутствием плодородных земель и водных ресурсов. Вторая причина связана с распространением ислама в горных районах Дагестана и возникновением межконфессиональных конфликтов.
После ухода грузин на территории нынешнего Маали стали хозяйничать кудалинцы (жители села Кудали Гунибского района). Первое время кудалинцы занимались здесь охотой и собирательством. Со временем некоторые из них остались здесь жить и основали селение Маали.